# Cerhonice
Cerhonice é uma comuna checa localizada na região da Boêmia do Sul, distrito de Písek.